# Key Food
Key Food Stores Co-op, Inc. es una cooperativa de supermercados de propiedad independiente, fundada en Brooklyn, Nueva York, el 20 de abril de 1937. Sus tiendas se encuentran en Connecticut, Massachusetts, Nueva Jersey, Nueva York, Pensilvania y Florida.  La sede de la cooperativa Key Food está en Matawan, Nueva Jersey. El director ejecutivo es Dean Janeway. La cooperativa también opera tiendas bajo las banderas Key Food Marketplace, Key Fresh & Natural, Food Dynasty, Urban Market, Food World, Food Universe Marketplace, SuperFresh y The Food Emporium.
En noviembre de 2015, la empresa completó la compra de 23 tiendas de la moribunda A&P, que estaba en quiebra (y a punto de cerrar), con lo que el número total de tiendas bajo su gestión ascendió a 212. Las tiendas incluían las sucursales de Pathmark, A&P, Waldbaums, Food Emporium y Food Basics USA. Dos de las tiendas serán operadas bajo propiedad corporativa en lugar de cooperativa (una novedad para la empresa). La adquisición la convirtió en el mayor supermercado de la ciudad de Nueva York. El principal proveedor tanto de A&P como de Key Food es C&S Wholesale Grocers.
En los años 70 y 80 Key Food estuvo involucrada con una empresa de camiones que cometió fraude fiscal. Dos directores, Camillo D'Urso y Pasquale Conte también estaban implicados en actividades mafiosas y en el tráfico de heroína utilizando pizzerías como tapadera.